# (531) Zerlina
(531) Zerlina – planetoida z grupy pasa głównego asteroid okrążająca Słońce w ciągu 4 lat i 239 dni w średniej odległości 2,79 j.a. Została odkryta 12 kwietnia 1904 roku w Landessternwarte Heidelberg-Königstuhl w Heidelbergu przez Maxa Wolfa. Nazwa planetoidy pochodzi od bohaterki opery Don Giovanni Wolfganga Amadeusa Mozarta. Przed nadaniem nazwy planetoida nosiła oznaczenie tymczasowe (531) 1904 NW.